# 沃库尔-达伯洛
沃库尔-达伯洛（德語：Wokuhl-Dabelow）是德国梅克伦堡-前波美拉尼亚州的市镇，隶属于梅克伦堡湖区县。总面积为46.15平方千米，截至2023年12月31日总人口为573人。